# Карл Вильгельм Фердинанд Брауншвейгский
Карл Вильгельм Фердинанд, герцог Брауншвейгский (нем. Karl Wilhelm Ferdinand, Herzog zu Braunschweig-Lüneburg, Fürst von Braunschweig-Wolfenbüttel-Bevern; 9 октября 1735, Вольфенбюттель — 10 ноября 1806, Гамбург) — герцог Брауншвейг-Вольфенбюттеля с 26 марта 1780 года, генерал-фельдмаршал Пруссии с 1787 года, известный военачальник, участник Семилетней войны, революционных и наполеоновских войн.
Был главнокомандующим коалиционной армией в 1792 году; ему приписывается обращение к народу революционной Франции — «Манифест герцога Брауншвейгского» (25 июля 1792), имевший прямо противоположные его целям последствия.

## Биография
Карл Вильгельм Фердинанд родился 9 октября 1735 года в Вольфенбюттеле в семье Карла I, герцога Брауншвейг-Вольфенбюттельского, и принцессы Филиппины Шарлотты, дочери прусского короля Фридриха-Вильгельма I. Получил великолепное образование, побывал в Нидерландах, во Франции и многих германских княжествах.
Принял активное участие в Семилетней войне. Во время Северо-Германской кампании 1757 года, сражаясь под началом Вильгельма, герцога Кумберлендского, отличился в сражениях при Хастенбеке и Крефельде. Во время войны повышен в звании до генерала. Получил известность признанного мастера «малой войны». Великолепно проявил себя в битвах у Миндена и Варбурга.
После окончания войны уехал в Англию с невестой Августой Великобританской, дочерью Фредерика, принца Уэльского. 16 января 1764 года женился на ней и получил  богатое приданое.  В 1766 году навестил Францию, где познакомился с известным французским писателем Мармонтелем. Во время путешествия по Швейцарии познакомился с Вольтером, затем продолжительное время жил в Риме, где изучал городские древности. Посетив Неаполь, вскоре вернулся в Париж, откуда уехал с женой в Брауншвейг, где быстро привёл в порядок разорённое во время войны хозяйство, завоевав популярность среди жителей герцогства. 
После смерти отца в 1780 году вступил во владение герцогством, унаследовав титул герцога Брауншвейгского. В государственных делах придерживался политики просвещённого абсолютизма, был расчётлив и осторожен, что не раз заставляло его отказываться от намеченных реформ. В военном и гражданском управлении следовал прусским традициям, введённым королём Фридрихом II.
Заключил тесный военно-политический союз с Пруссией, в 1787 году получил звание фельдмаршала прусской армии. Присоединился к антиимперской конфедерации Фюрстенбунд, став главнокомандующим союзной армией. В 1787 году во главе прусской армии восстановил права наследственного штатгальтера в Нидерландах.

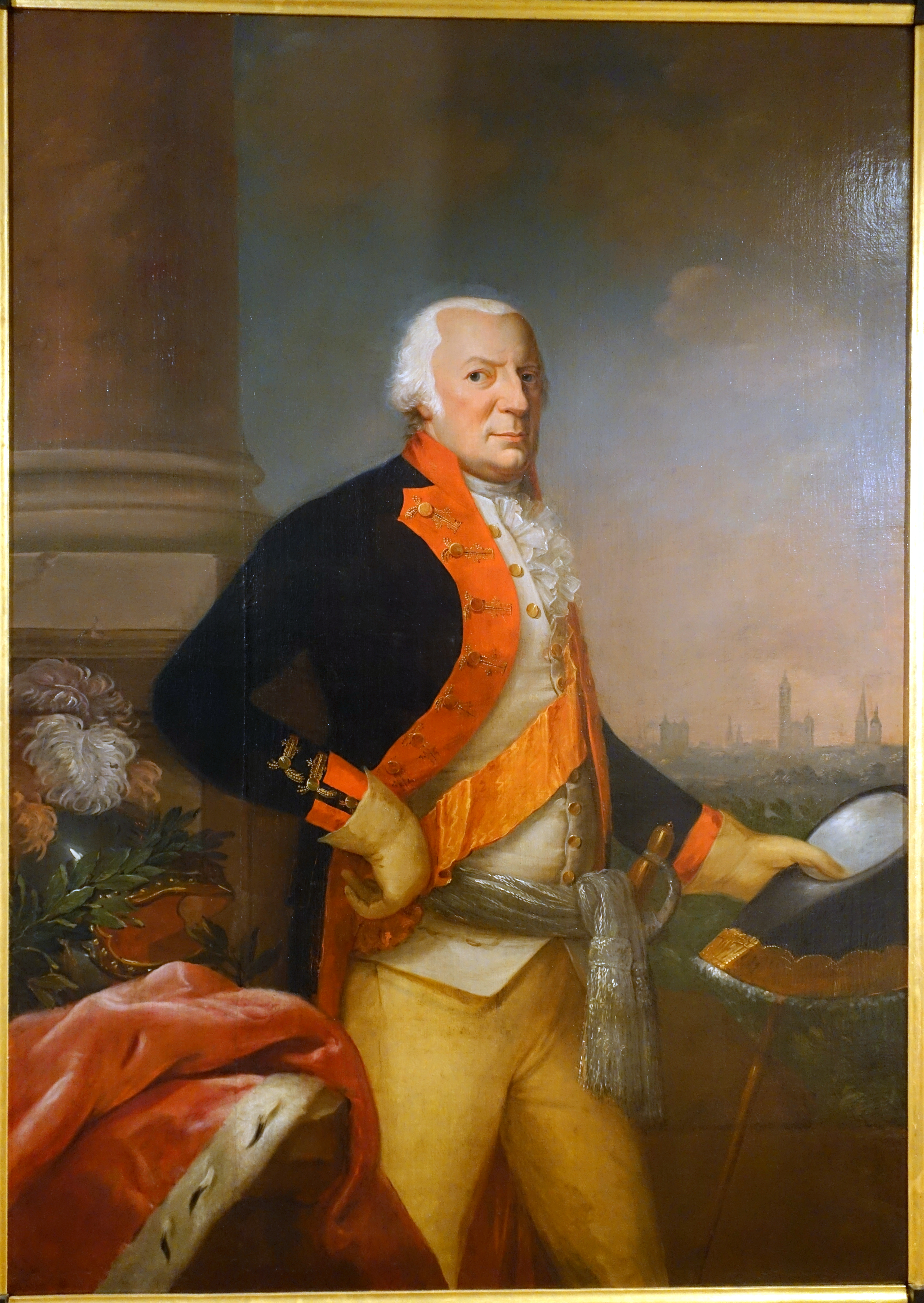
Портрет герцога в 1790—1795 годах

В 1792 году возглавил объединённую австро-прусскую армию, выступившую против революционной Франции. 25 июля 1792 года в Кобленце издал печально известный манифест, в котором объявил, что в случае причинения вреда королю Людовику XVI или членам его семьи «бунтовщиков» ждёт скорая и беспощадная расправа. В манифесте герцог открыто объявил о контрреволюционных планах интервенции, чем вызвал огромное возмущение в стране и последовавшее свержение монархии. В сентябре 1792 года союзная австро-прусская армия под командованием герцога Брауншвейгского провела безрезультатное сражение при Вальми, через несколько дней после которого герцог решил увести армию из Франции.
В 1794 году из-за разногласий с королём Фридрихом-Вильгельмом II сложил с себя обязанности главнокомандующего.
В августе 1806 года герцог  Брауншвейгский был приглашен в Берлин для согласования действий прусских войск в предстоящем противостоянии с Наполеоном: Король Пруссии Фридрих Вильгельм III доверял герцогу, ценил его ум и назначил последнего главнокомандующим прусской армией. Однако, герцог совершил «странный шаг»: отклонил приглашение явиться в Берлин, намереваясь тем самым «подтвердить нейтралитет своей страны (княжества   Брауншвейг-Вольфенбюттель)  в предстоящем конфликте». Герцог Брауншвейгский своим поведением «обнаружил полную неуверенность в исходе борьбы», которую  призван был вести с Наполеоном. 
В битве при Ауэрштедте 14 октября 1806 года атака прусских войск под командованием герцога Брауншвейгского у Хассенгаузена вполне могла быть успешной ( прусские войска наступали силой в 22 батальона против 12 французских). Однако, в результате «роковой случайности» прусские войска теряют сразу трех своих командиров: генералов   Шметтау   и  Вартенслебена, а также главнокомандующего герцога Брауншвейгского (смертельно ранен).  Согласованность действий прусских частей была потеряна.   Сражение  было проиграно.

## Дети
Женат на Августе Великобританской. В этом браке родились:
- Августа Каролина Фредерика (1764—1788), супруга Фридриха Вюртембергского;
- Карл Георг Август (1766—1806);
- Каролина Амалия (1768—1821), супруга короля Великобритании Георга IV;
- Георг Вильгельм Христиан (1769—1811);
- Август (1770—1822);
- Фридрих Вильгельм (1771—16 июня 1815), убит в битве при Катр-Бра;
- Каролина Доротея Луиза (1772—1773).

Кроме того, герцог имел внебрачного сына от фаворитки Марии Антонии фон Бранкони — Карла Антона Фердинанда (1767—1794).